# Alpioniscus epigani
Alpioniscus epigani is een pissebed uit de familie Trichoniscidae. De wetenschappelijke naam van de soort is voor het eerst geldig gepubliceerd in 1958 door Vandel.